# 陈万雄

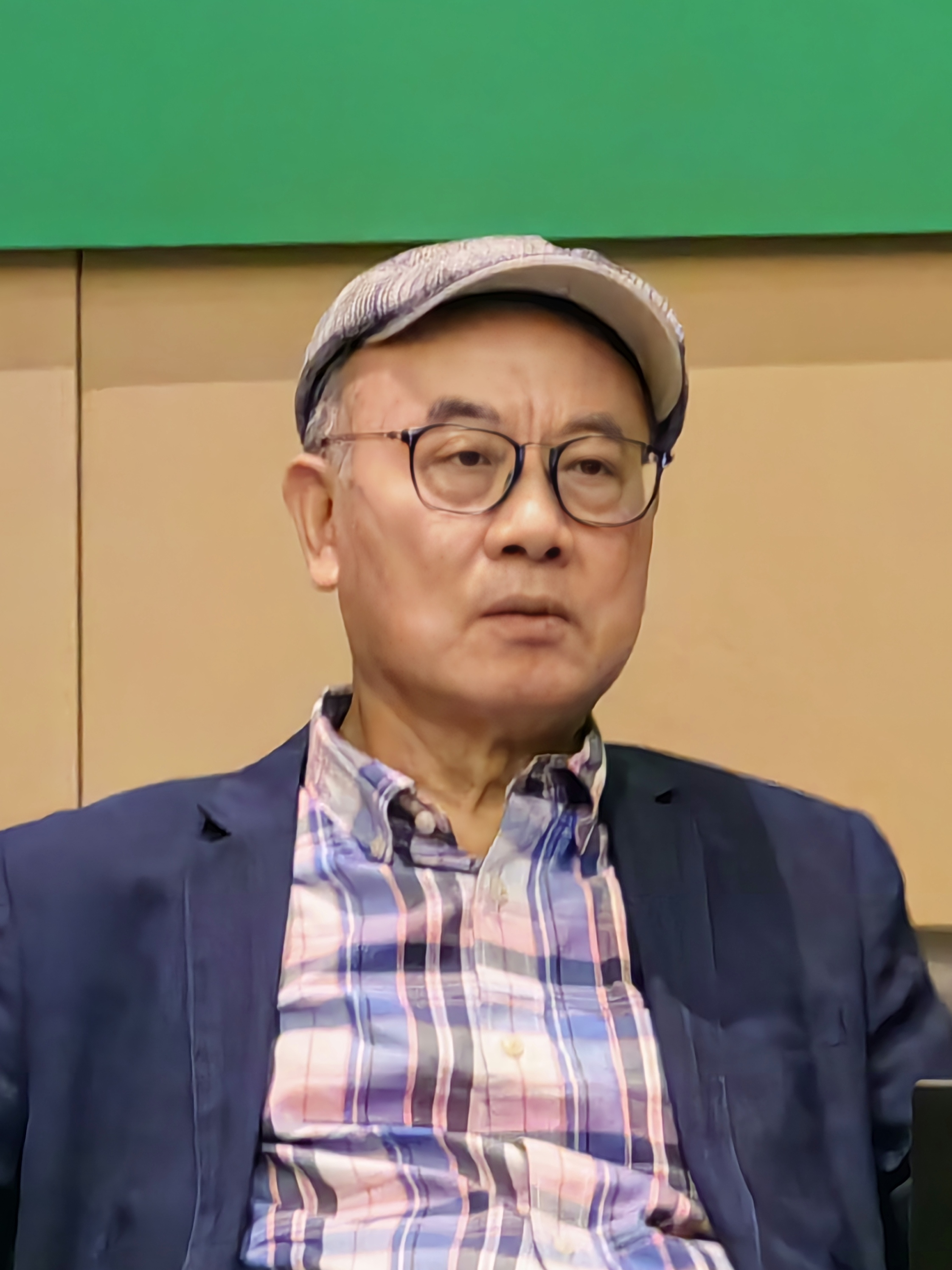
陈万雄在2023香港书展

陈万雄，BBS，JP（1948年—），汉族，中华人民共和国政治人物、香港學者，第十一届、第十二届全国政协香港委员。

## 生平
他祖籍廣東東莞，早年在廣州就讀小學，小四時移居香港新界元朗白泥。其父親在市區開設雜貨店和於元朗經營農場。陳萬雄中學階段於元朗公立中學入讀中一至中二年級，中三時轉讀嶺南中學（1973年畢業），1973年畢業於香港中文大學新亞書院歷史系。其後獲得廣島大學博士學位。
退休前曾担任香港联合出版集团副董事长、联合出版集团总裁、香港出版总会会长。2008年，当选第十一届全国政协委员，代表特邀香港人士，分入第五十二组。
2014年，陳萬雄曾擔任香港饒宗頤文化館館長，後改任名譽館長。